# Dejrø
Dejrø är en ö i Danmark. Den ligger i Region Syddanmark, i den södra delen av landet. Arean är 0,11 kvadratkilometer. Den sträcker sig 0,6 kilometer i nord-sydlig riktning, och 0,5 kilometer i öst-västlig riktning.   På Dejrø förekommer främst gräsmarker.